# Brachychiton gregorii
Brachychiton gregorii är en malvaväxtart som beskrevs av Ferdinand von Mueller. Brachychiton gregorii ingår i släktet Brachychiton och familjen malvaväxter. Inga underarter finns listade i Catalogue of Life.

## Bildgalleri

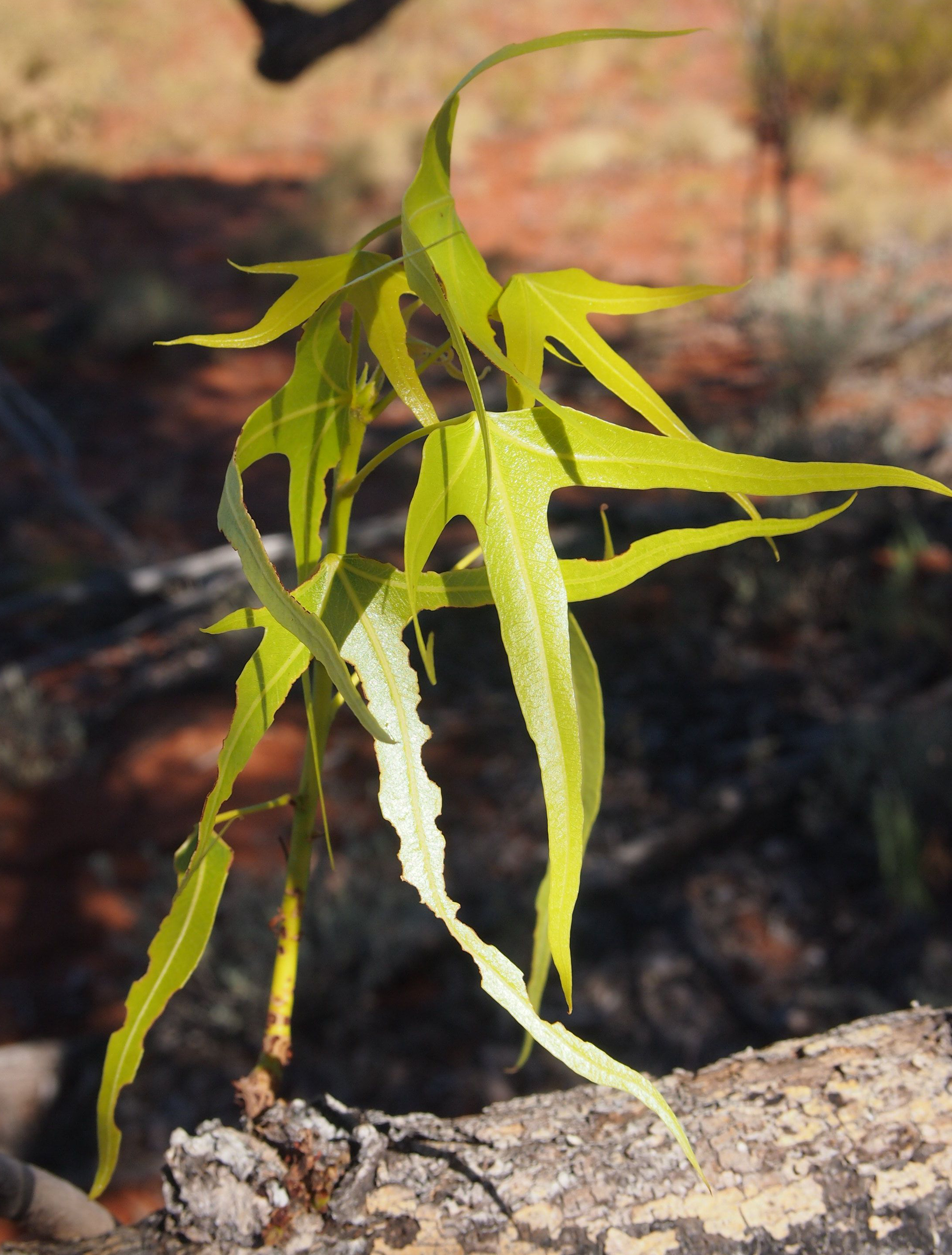
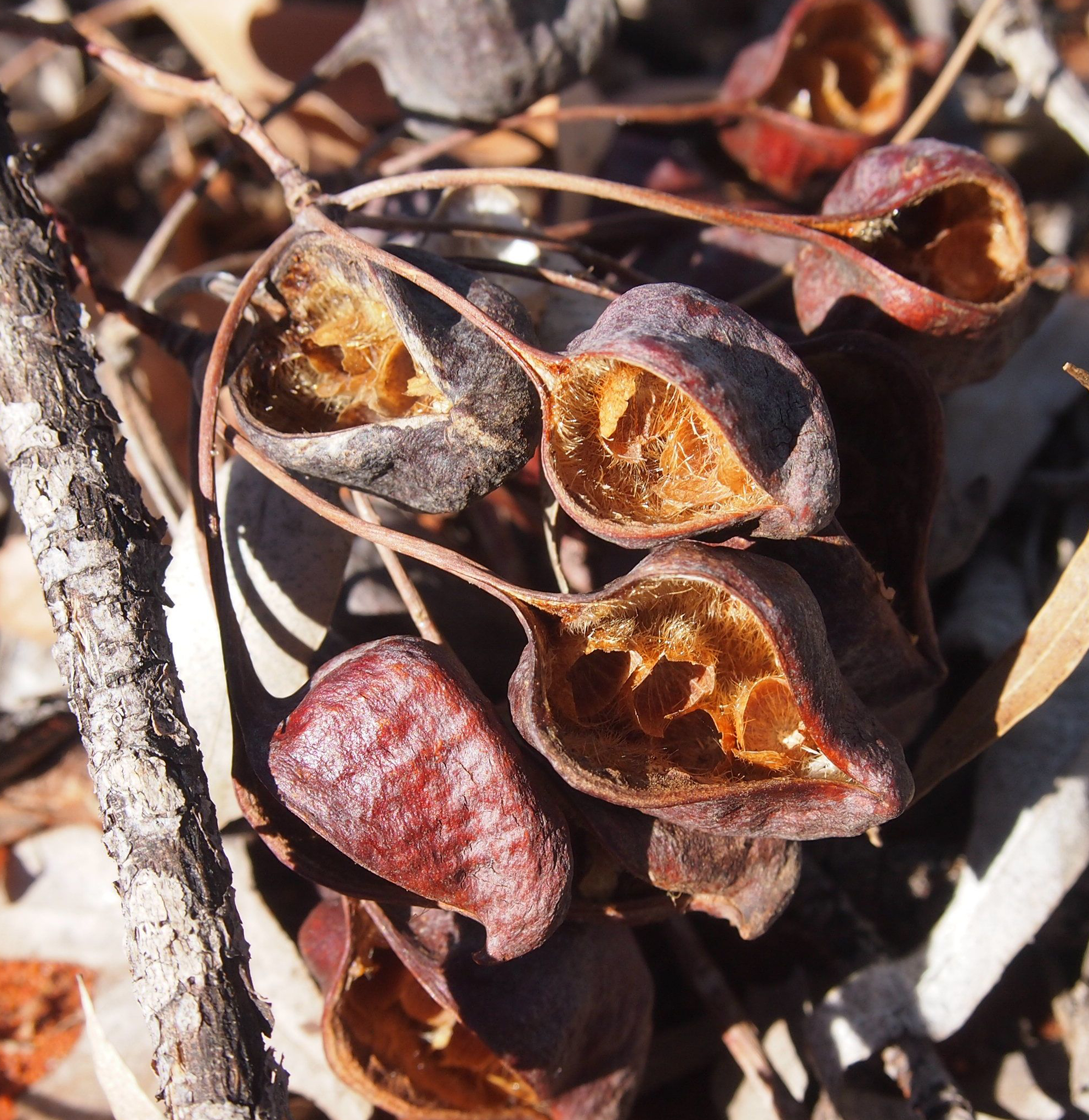
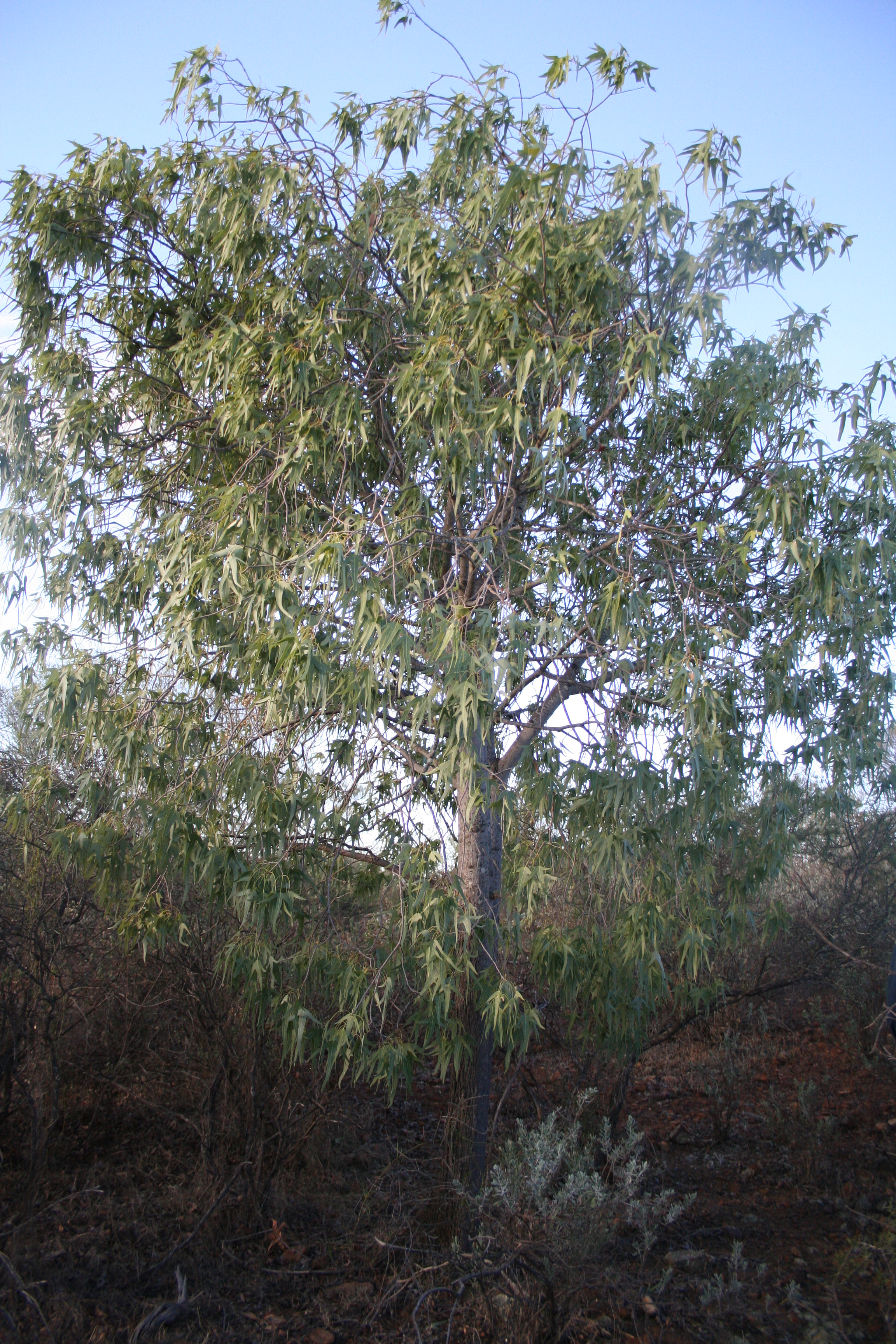
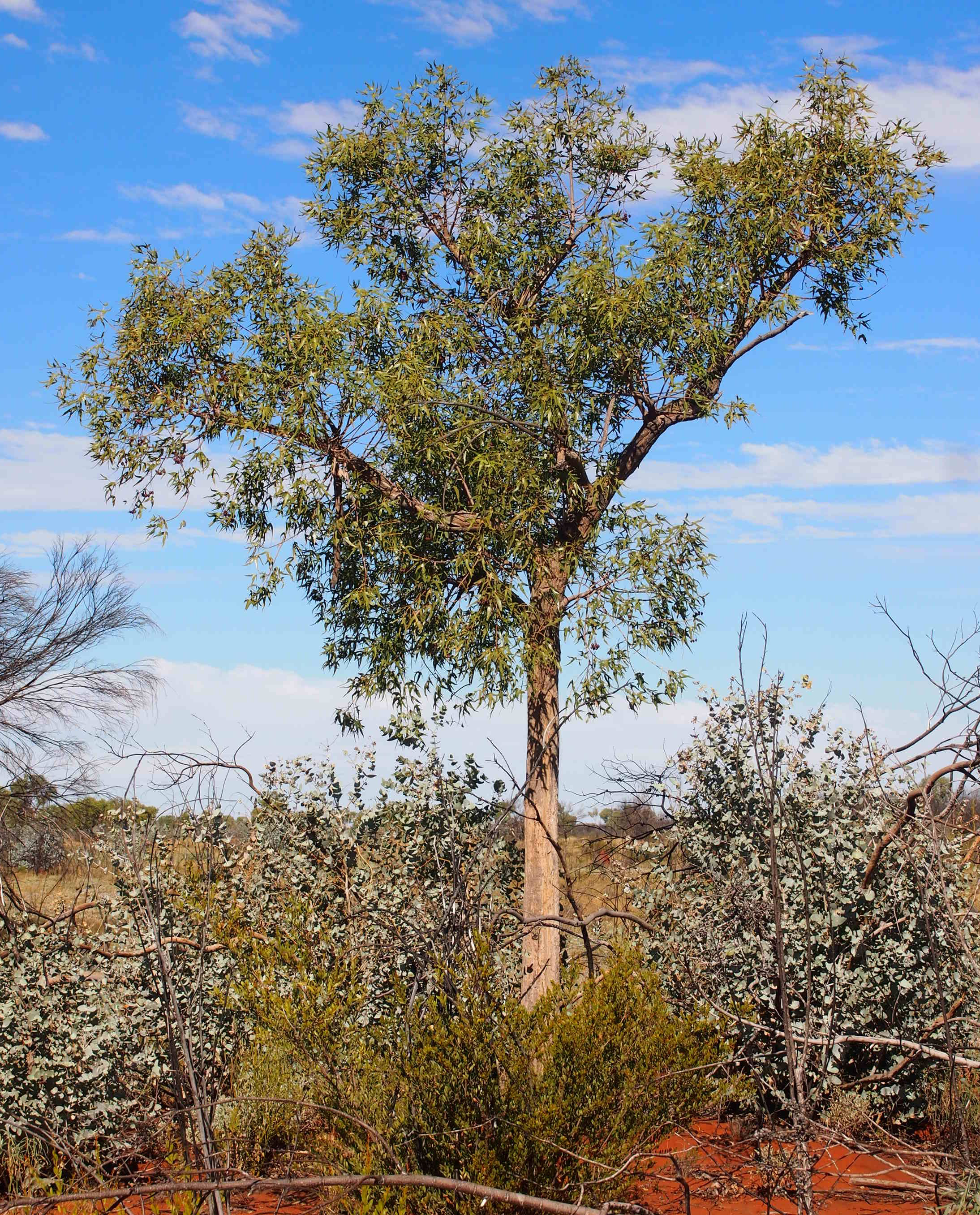